# Parafia św. Marii Magdaleny w Nowosielcach
Parafia św. Marii Magdaleny w Nowosielcach – parafia rzymskokatolicka, znajdująca się w archidiecezji przemyskiej, w dekanacie Przeworsk I. Erygowana 19 października 1384 roku.

## Historia
Parafia w Nowosielcach została erygowana w 1384 roku, przy istniejącym kościele. 19 października 1384 roku Katarzyna wdowa po Frankonie dziedzicu Nowosielec, uposażyła miejscowy kościół. W 1595 roku kościół był konsekrowany przez abpa lwowskiego Jana Dymitra Solikowskiego pw. św. Krzyża, Wniebowzięcia NMP, św. Jana Ewangelisty, św. Marii Magdaleny, św. Antoniego, św. Katarzyny, św. Leonarda z Abbaty. W czerwcu 1624 roku podczas najazdu tatarskiego ludność schroniła się w warownym kościele i pod wodzą wójta Michała Pyrza odparła ataki Tatarów.
29 czerwca 1936 roku odbyło się poświęcenie kopca pamięci. W tej uroczystości uczestniczyli: bp Franciszek Barda, gen. Edward Rydz-Śmigły, książę Andrzej Lubomirski, hrabia Alfred Antoni Potocki, książę Artur Tarnowski, wojewoda lwowski Władysław Belina-Prażmowski, oddziały Wojska Polskiego i 150-200 tysięcy wiernych.
Na terenie parafii jest 1 510 wiernych.
Proboszczowie parafii:
1634–1664. ks. Piotr Kisiel.
1664–1692. ks. Jac. Rasewicz (dziekan Jarosławski).
1692–1716. ks. Marcin Gawiński.
1717–1722. ks. Kazimierz Kozłowski.
1722–1744. ks. A.D. Janicki.
1745–1764. ks. kan. Józef Wojciech Krzyżanowski.
1764–1769. ks. kan. Franciszek Kajetan Tropp (dziekan Jarosławski).
1769–1780. ks. Maciej Bardziński (dziekan Jarosławski).
1781–1787. ks. Józef Iwanicki.
1787–1827. ks. Stanisław Kisielski.
1827–1833. ks. Antoni Kilian (administrator).
1833–1834. ks. Franciszek Prugar (administrator).
1834–1846. ks. Marceli Ołpiński.
1846–1848. ks. Władysław Weissenbach.
1848–1869. ks. Ludwik Polakowski.
1870–1910. ks. Andrzej Gonet.
1910–1911. ks. Tomasz Sapyta (administrator).
1911–1922. ks. Feliks Pawłowski.
1922–1949. ks. Józef Ulanowski.
1949–1960. ks. Jan Markiewicz (administrator).
1960–1981. ks. Stanisław Chabałowski.
1981–1992. ks. Janusz Nowiński.
1992–2003. ks. Roman Trzeciak.
2003–2006. ks. Kazimierz Kopeć.
2006– nadal ks. Piotr Walasz.